# Хайри Садъков
Хайри Реджебов Садъков е български политик и икономист от ДПС. Народен представител от Движението за права и свободи в XLIV, XLV, XLVI, XLVII и XLVIII народно събрание.

## Биография
Хайри Садъков е роден на 12 декември 1970 г. в град Златарица, Народна република България. Завършва специалност „Стопанско управление“ и специализира по мениджмънт в международния бизнес във Варненския свободен университет „Черноризец Храбър“.
На парламентарните избори през 2022 г. е кандидат за народен представител от листата на ДПС, водач в 22 МИР Смолян, откъдето е избран.